# Нгава
Нгава (тиб. རྔ་བ་, Вайли: rnga ba, тиб. пиньинь: Ngawa) или Аба (кит. упр. 阿坝, пиньинь Ābà, палл. Аба) — уезд Нгава-Тибетско-Цянского автономного округа провинции Сычуань (КНР). Правление уезда размещается в посёлке Нгава́ (или Аба́). Население — 80 467 человек (2020).

## История
Уезд был выделен из уезда Сунгчу в 1954 году и вошёл в состав Тибетского автономного района провинции Сычуань (四川省藏族自治区). В 1955 году была расформирована провинция Сикан, а её территория была присоединена к провинции Сычуань; так как в провинции Сикан также имелся Тибетский автономный район, то Тибетский автономный район провинции Сычуань был преобразован в Нгава-Тибетский автономный округ (阿坝藏族自治州). В 1987 году Нгава-Тибетский автономный округ был переименован в Нгава-Тибетско-Цянский автономный округ.

## Административное деление
Уезд делится на шесть посёлков и девять волостей.